# Demografie von Avignon

Stadtwappen

Avignon ist mit 91.760 Einwohnern (Stand 1. Januar 2022) die größte Stadt im Département Vaucluse und die 44-größte Stadt in Frankreich. Bei einer Landfläche von 64,78 km² entspricht dies einer Bevölkerungsdichte von 1416 Einwohnern je km². Das jährliche Bevölkerungswachstum beträgt 0.3 % (Durchschnitt 1999–2022). Die städtische Siedlungszone (Unité urbaine) von Avignon hatte im Jahr 2008 440.770 Einwohner, die Aire urbaine 507.626 Einwohner.

## Einwohnerentwicklung
Nach der Volkszählung des INSEE gab es in Avignon im Jahr 2009 89.592 Einwohner (d. h. eine Zunahme von rund 4.25 % im Vergleich zu 1999).
Die Gemeinde belegte 2008 auf nationaler Ebene den 44. Platz, während sie 1999 auf dem 45. Platz war, und belegt auf departementaler Ebene von 151 Gemeinden den ersten Platz. Die Entwicklung der Einwohnerzahlen stützt sich auf Volkszählungen, die bis auf das Jahr 1793 zurückreichen. Das Maximum der Bevölkerung wurde 2006 mit 92454 Einwohnern erreicht.
| 1793 | 1800  | 1806  | 1821  | 1831  | 1836  | 1841  | 1846  | 1851  |
| --- | ----- | ----- | ----- | ----- | ----- | ----- | ----- | ----- |
| 24000 | 21412 | 23789 | 29407 | 29889 | 31786 | 33844 | 35169 | 35890 |
| 1856 | 1861  | 1866  | 1872  | 1876  | 1881  | 1886  | 1891  | 1896  |
| 37077 | 36081 | 36427 | 38196 | 38008 | 37657 | 41007 | 43453 | 45107 |
| 1901 | 1906  | 1911  | 1921  | 1926  | 1931  | 1936  | 1946  | 1954  |
| 46896 | 48312 | 49304 | 48177 | 51685 | 57228 | 59472 | 60053 | 62768 |
| 1962 | 1968  | 1975  | 1982  | 1990  | 1999  | 2006  | 2007  | 2009  |
| 72717 | 86096 | 90786 | 89132 | 86939 | 85937 | 92454 | 91283 | 89592 |
| Quellen: Cassini de l'EHESS für die Zahlen bis 1962, INSEE ab 1968 (Bevölkerung ohne doppelten Wohnsitz und aus dem Gemeindegebiet ab 2006) |       |       |       |       |       |       |       |       |

Der Erste Weltkrieg hatte einen erheblichen Einfluss auf die Bevölkerung der Gemeinde, da er für den ersten Bevölkerungsrückgang des 20. Jahrhunderts sorgte (-2,3 % zwischen 1911 und 1922).
Nach dem Zweiten Weltkrieg kann man einen Zuwachs der Bevölkerung beobachten, der in den 1960er Jahren mit der Rückkehr vieler Aussiedler aus Nordafrika relativ wichtig wurde.
Im Vergleich zu dem sehr starken Demographiewachstum in der Region Provence-Alpes-Côte d’Azur (PACA) kann man von 1975 bis 2000 für die Stadt Avignon eine Stagnation der Einwohnerzahl feststellen. Verschiedenste Ursachen (Dienstleistungsangebote, Lebensqualität, Steuerbelastungen …) könnten den Attraktivitätsverlust der Gemeinde von Avignon, die Abwanderung ihrer Einwohner und die Niederlassung in umliegende Gemeinden erklären.
Während dieser Zeitspanne konnte der gleichmäßige Rückgang der innerstädtischen Einwohnerzahl kaum durch einen Einwohnerzuwachs in den Außenbezirken kompensiert werden.
Nach INSEE erlebte das Stadtzentrum in letzter Zeit wieder ein positives Migrationssaldo. Mehrere innerstädtische Rehabilitations- und Entwicklungsprojekte, wie z. B. das clos des arts, könnten einen Teil dieser Entwicklung erklären und zeigen, dass die Stadt bestrebt ist, der Abwanderung entgegenzuwirken. Auch der Bau der Strecke LGV Méditerranée und des TGV-Bahnhofes haben vermutlich einen positiven Einfluss gehabt, auch auf die Entwicklung in der Region insgesamt (+ 0,7 % pro Jahr in PACA gegenüber + 0,3 % in Frankreich).
2008 zählte der Großraum von Avignon mehr als 175.738 Einwohner und der gesamte Ballungsraum, der sich durch 69 Gemeinden aus dem Département Vaucluse, 14 Gemeinden aus dem Département Gard und 14 Gemeinden aus dem Département Bouches-du-Rhône zusammensetzt, überstieg die 500.000-Einwohnermarke.
Die Unité urbaine zählte am 1. Januar 2007 440.651 Einwohner, womit die Stadt in Frankreich den 14. Platz belegte, zwischen Straßburg (Platz 13) und Montpellier (Platz 15), d. h. ein Vorrücken von zehn Plätzen seit 1999. Der Einwohnerzuwachs lässt sich vor allem durch die Aufnahme der Gemeinden Orange und Cavaillon erklären. Die Unité urbaine zählte nach einer Erweiterung im Jahr 2010 59 Gemeinden, die sich auf drei Départements und zwei Regionen verteilten.

## Alterspyramide
Die Bevölkerung der Gemeinde ist relativ jung. Der Anteil der Personen über 60 (21,4 %) liegt unterhalb der nationalen Quote (21,6 %) und unterhalb der Quote im Département (23,5 %).
So wie bei der nationalen und départementalen Verteilung ist der Anteil der Frauen in der Gemeinde leicht höher als der der Männer. Der Anteil (53,7 %) liegt mehr als zwei Prozentpunkte über dem nationalen Wert (51,6 %). Die Bevölkerungsverteilung der Gemeinde in verschiedenen Altersstufen ist 2007 wie folgt gewesen:
- 53,7 % Frauen (0 bis 14 Jahre = 17 %, 15 bis 29 Jahre = 21,8 %, 30 bis 44 Jahre = 18,8 %, 45 bis 59 Jahre = 18,7 %, mehr als 60 Jahre = 23,7 %)
- 46,3 % Männer (0 bis 14 Jahre = 20,2 %, 15 bis 29 Jahre = 22,9 %, 30 bis 44 Jahre = 20 %, 45 bis 59 Jahre = 18,1 %, mehr als 60 Jahre = 18,7 %)

| Männer | Alterstufe         | Frauen |
| ------ | ------------------ | ------ |
| 0,3    | 90 Jahre oder mehr | 1,2    |
| 6,1    | 75 bis 89 Jahre    | 9,6    |
| 12,3   | 60 bis 74 Jahre    | 12,9   |
| 18,1   | 45 bis 59 Jahre    | 18,7   |
| 20,0   | 30 bis 44 Jahre    | 18,8   |
| 22,9   | 15 bis 29 Jahre    | 21,8   |
| 20,2   | 0 bis 14 Jahre     | 17,0   |

| Männer | Alterstufe         | Frauen |
| ------ | ------------------ | ------ |
| 0,4    | 90 Jahre oder mehr | 1,1    |
| 6,6    | 75 bis 89 Jahre    | 9,6    |
| 14,3   | 60 bis 74 Jahre    | 14,8   |
| 20,4   | 45 bis 59 Jahre    | 20,5   |
| 20,3   | 30 bis 44 Jahre    | 19,9   |
| 18,3   | 15 bis 29 Jahre    | 16,8   |
| 19,7   | 0 bis 14 Jahre     | 17,3   |

## Wohnsituation
| Typen           | 2006   | %        | 1999   | %        |
| --------------- | ------ | -------- | ------ | -------- |
| Gesamt          | 48 749 | 100,00 % | 44 064 | 100,00 % |
| Hauptwohnsitz   | 43 040 | 88,30 %  | 38 319 | 87,00 %  |
| Zweitwohnsitz   | 980    | 2,00 %   | 784    | 1,80 %   |
| Ferienwohnungen | 4 729  | 9,70 %   | 4 961  | 11,30 %  |
| Häuser          | 14 832 | 30,40 %  | 13 560 | 30,80 %  |
| Wohnungen       | 33 522 | 68,80 %  | 29 446 | 66,80 %  |

| Typen                                   | 2006   | %        | Anzahl der Personen | Durchschnittswohndauer in den Räumlichkeiten | 1999   | %        |
| --------------------------------------- | ------ | -------- | ------------------- | -------------------------------------------- | ------ | -------- |
| Gesamt                                  | 43 030 | 100,00 % | 90 748              | 12                                           | 38 319 | 100,00 % |
| Wohneigentümer                          | 15 351 | 35,70 %  | 32 697              | 20                                           | 13 525 | 35,30 %  |
| Mieter                                  | 26 700 | 62,00 %  | 55 765              | 8                                            | 23 377 | 61,00 %  |
| darunter Mieter im sozialen Wohnungsbau | 11 852 | 27,50 %  | 29 832              | 11                                           | 11 452 | 29,00 %  |
| Kostenlose Wohnungen                    | 990    | 2,30 %   | 2 016               | 10                                           | 1 417  | 3,70 %   |